# 第2回全日本実業団対抗駅伝競走大会
第2回全日本実業団対抗駅伝競走大会（だい2かいぜんにほんじつぎょうだんたいこうえきでんきょうそうたいかい）は1958年3月2日に三重県で開催された全日本実業団対抗駅伝競走大会である。

## 概要
出場チームが1チーム増えて15チームが参加した第2回も、午前11時に伊勢神宮外宮前を出発し、鳥羽・磯部を経て賢島で折り返す、7区間83.5 kmで争われた。初出場のリッカーミシンが2区で前回王者の八幡製鐵を抜いて首位に立つと、その後も首位を譲ることなく2位に5分近くの差をつけて初優勝を飾った。
当日は薄曇りで、気温4.5℃、北西の風0.8 m/s（号砲前の午前9時時点）というコンディションであった。

## 出場チーム
- 大阪ガス（2大会連続2回目）
- 倉敷レーヨン（2大会連続2回目）
- 神戸製鋼（2大会連続2回目）
- 国鉄（2大会連続2回目）
- 住友金属（2大会連続2回目）
- 全鐘紡（2大会連続2回目）
- センサント化成（初出場）
- 大日本紡績（2大会連続2回目）
- 中央発條（2大会連続2回目）
- 電電近畿（2大会連続2回目）
- 東洋ベアリング（2大会連続2回目）
- 日本鋼管（初出場）
- 富士製鐵（2大会連続2回目）
- 八幡製鐵（2大会連続2回目）
- リッカーミシン（初出場）

## 成績
- 1位　リッカーミシン　4時間28分21秒[1]
- 2位　八幡製鐵　4時間33分2秒[1]
- 3位　全鐘紡　4時間38分25秒[1]
- 4位　国鉄　4時間38分56秒[1]
- 5位　富士製鐵　4時間42分[1]
- 6位　倉敷レーヨン　4時間43分11秒[1]
- 7位　東洋ベアリング　4時間44分16秒
- 8位　中央発條　4時間45分12秒
- 9位　神戸製鋼　4時間52分50秒
- 10位　大阪ガス　4時間54分49秒
- 11位　日本鋼管　4時間56分37秒
- 12位　大日本紡績　5時間2分15秒
- 13位　住友金属　5時間6分13秒
- 14位　電電近畿　5時間24分35秒
- 15位　センサント化成　5時間41分17秒

## 区間賞
※は区間記録更新
- 1区（16.1km）　井上治（富士製鐵）50分59秒※
- 2区（15.65km）　布上正之（リッカーミシン）48分43秒※
- 3区（10km）　村田成男（リッカーミシン）32分34秒※
- 4区（10km）　桜谷嘉彦（リッカーミシン）32分36秒※
- 5区（15.65km）　高橋進（八幡製鐵）50分48秒※
- 6区（8.05km）　大西増夫（リッカーミシン）25分13秒※
- 7区（8.05km）　藤本義人（全鐘紡）25分36秒